# دفتر سازمان ملل متحد در وین

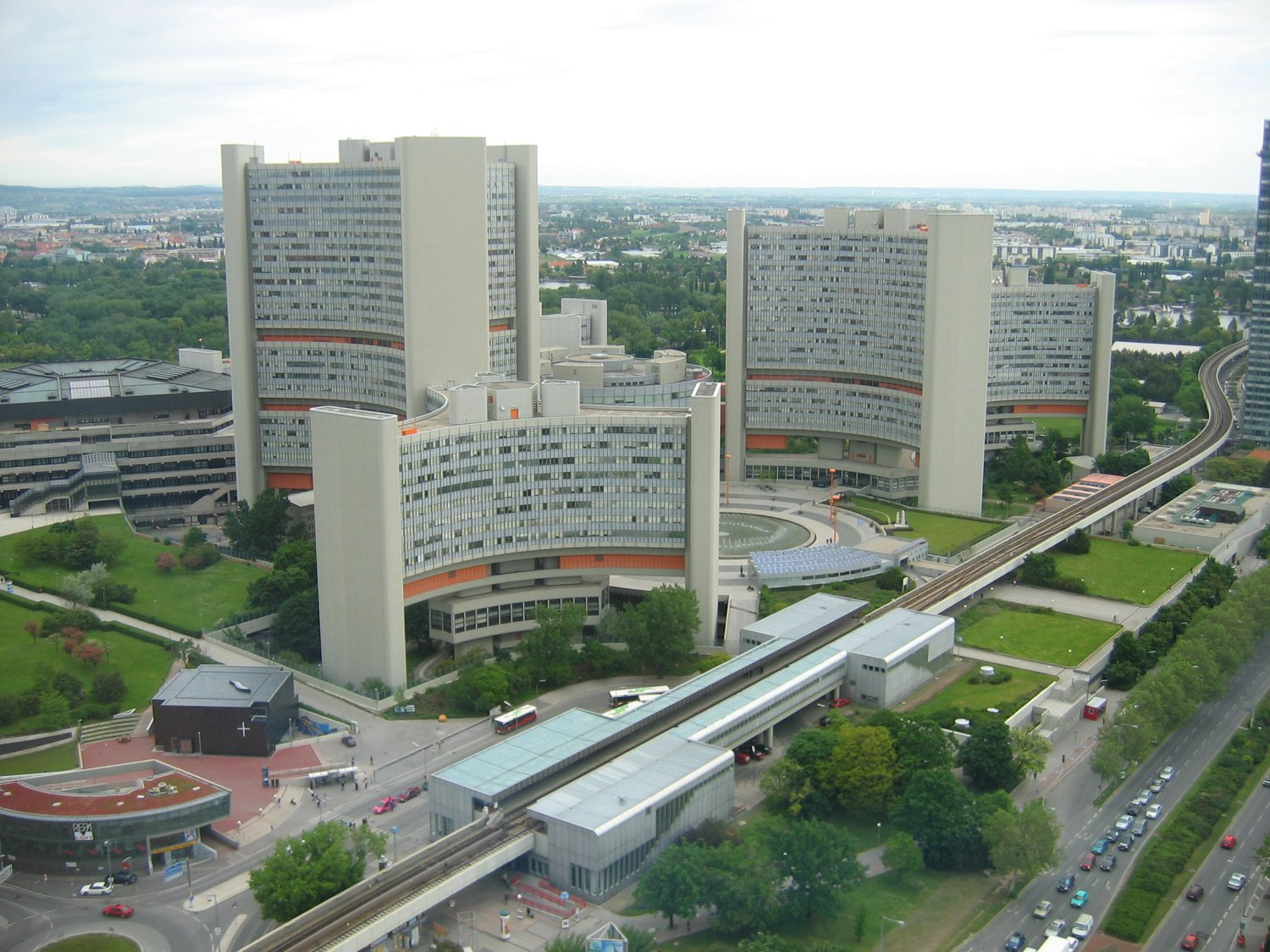
نمایی کلی از دفتر سازمان ملل در وین

دفتر سازمان ملل متحد در وین (به انگلیسی: United Nations Office in Vienna) به اختصار UNOV یکی از چهار مقر سازمان ملل متحد است که بعد از دفترهای نیویورک و ژنو در ۱ ژانویه سال ۱۹۸۰ به درخواست دولت اتریش در وین تأسیس شد و کل هزینه ساخت ساختمان‌های آن را دولت اتریش متقبل شد.

## سازمان‌های مستقر
سازمان‌هایی که از دفتر وین مدیریت می‌شوند
- آژانس بین‌المللی انرژی اتمی (توافق خاصی برای استقرار آن وجود دارد)
- International Money Laundering Information Network
- International Narcotics Control Board
- Preparatory Commission for the Comprehensive Nuclear-Test-Ban Treaty
- United Nations Commission on International Trade Law
- یونیدو
- دفتر امور فضایی ملل متحد
- United Nations Office on Drugs and Crime

سازمان‌های موجود در دفتر وین
- International Commission for the Protection of the Danube River
- کمیساریای عالی سازمان ملل برای پناهندگان
- United Nations Information Service
- United Nations Office for Project Services
- Investigations Division of the United Nations Office of Internal Oversight Services
- United Nations Postal Administration
- United Nations Scientific Committee on the Effects of Atomic Radiation
- United Nations Office for Disarmament Affairs

## بازدید
بازدید توریستی از این مجموعه مقدور است و در روزهای دوشنبه تا جمعه در دو ساعت ۱۱ و ۱۳ تورهای توریستی برای بازدید از مجموعه برپاست.

## آثار فرهنگی-هنری
بسیاری از کشورهای جهان به عنوان هدیه آثار فرهنگی-هنری به صورت مجسمه، نقاشی و تابلوهای هنری به این دفتر اهدا می‌کنند که در راهروها و سالن‌های عمومی و محوطه مجموعه قابل مشاهده می‌باشند.

### چهارطاقی دانشمندان
دولت جمهوری اسلامی ایران در ژوئن ۲۰۰۹ به عنوان نشانی از پیشرفت علمی صلح‌آمیز ساختمان-مجسمه‌ای به شکل چهارتاقی که ترکیبی از سبک‌های معماری و تزئینات هخامنشی و اسلامی در آن دیده می‌شود را به این دفتر هدیه داد که در محوطهٔ آن در سمت راست ورودی اصلی قرار داده شده‌است. در این چهارتاقی مجسمه‌هایی از چهار فیلسوف ایرانی خیام، ابوریحان بیرونی، زکریا رازی و ابوعلی سینا قرار دارد.

### نگارخانه

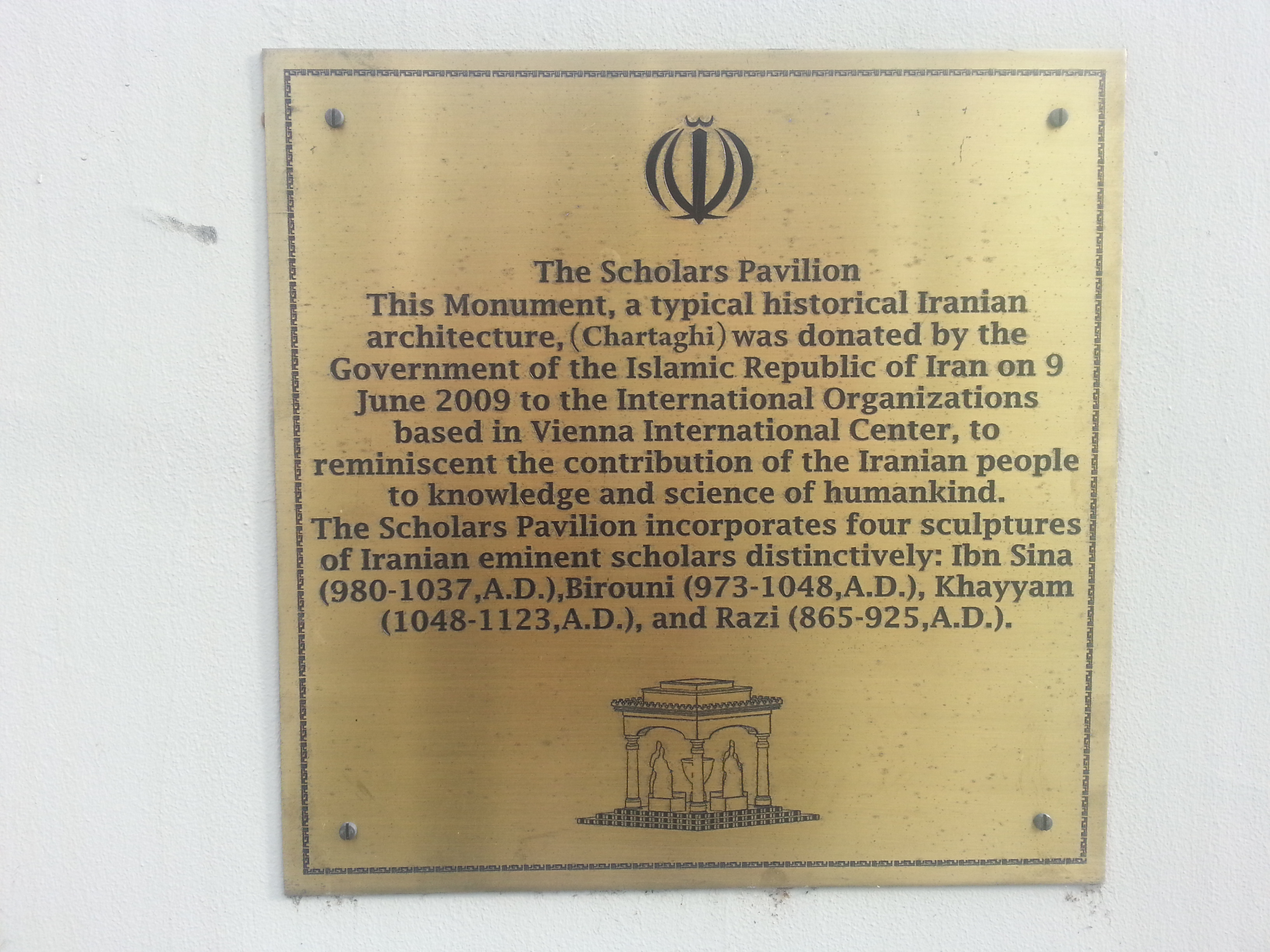
لوح چهارتاقی دانشمندان ایرانی
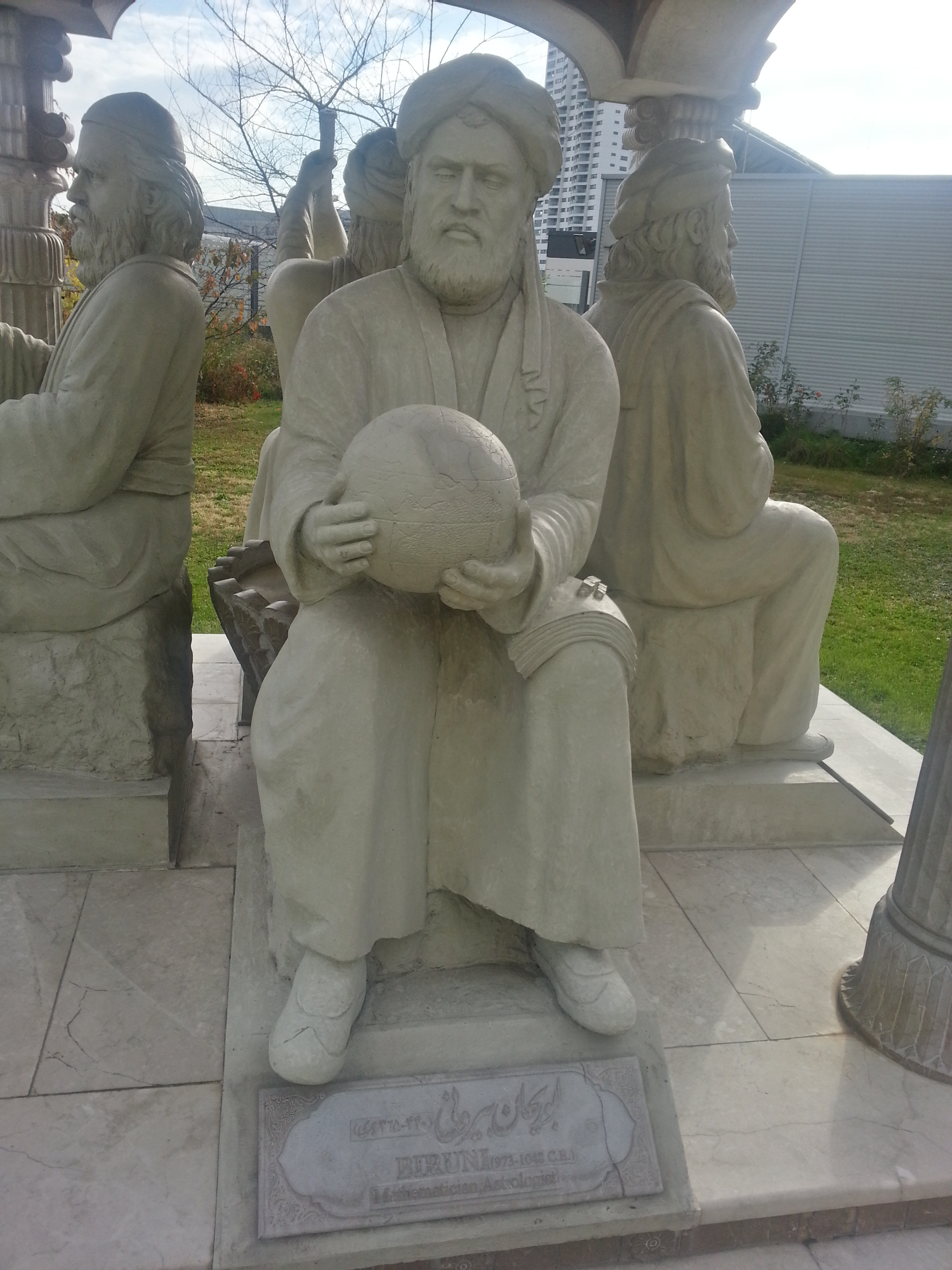
چهارتاقی دانشمندان ایران ابوریحان بیرونی
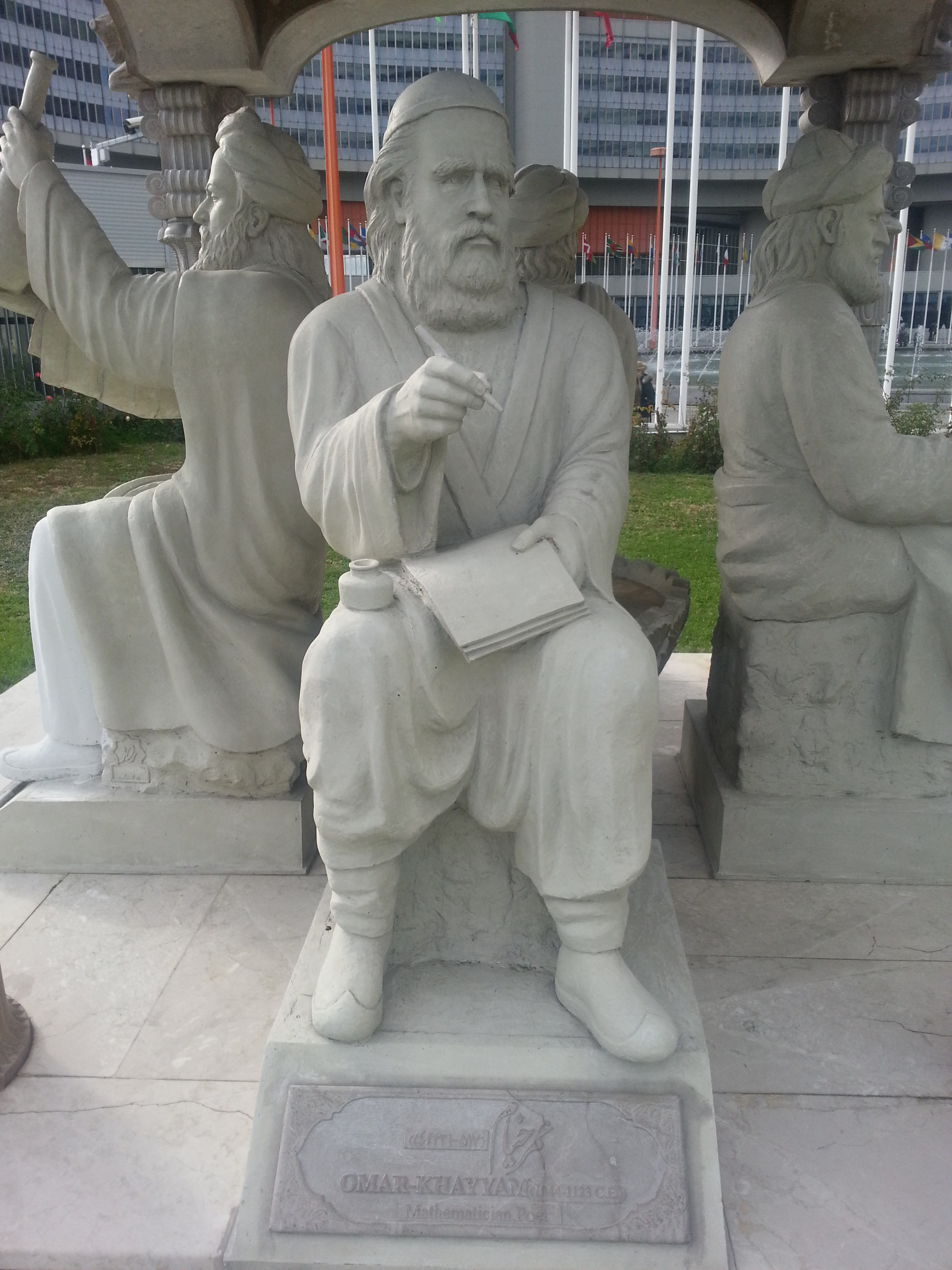
چهارتاقی دانشمندان ایرانی عمر خیام
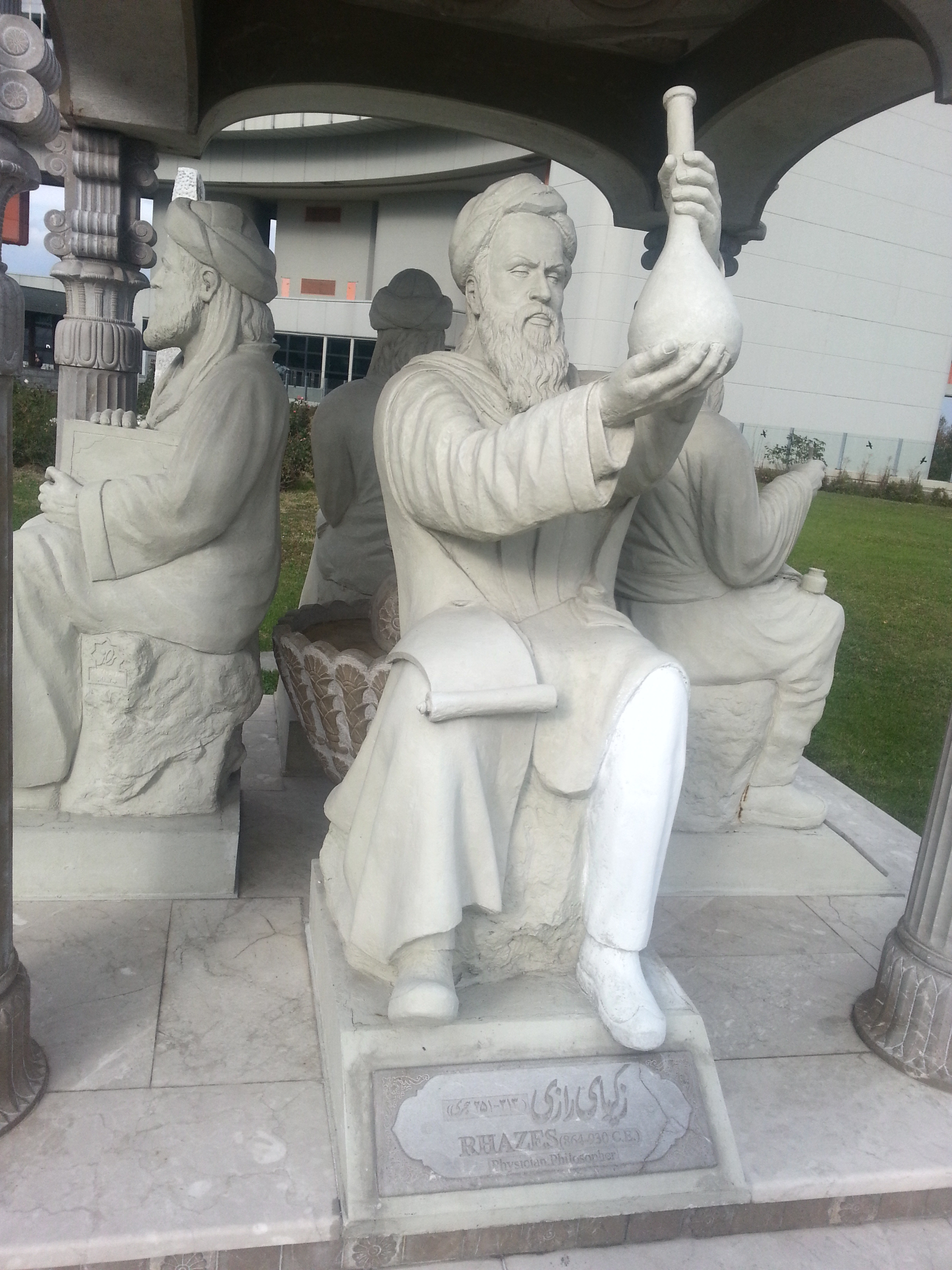
چهارتاقی دانشمندان ایران زکریای رازی
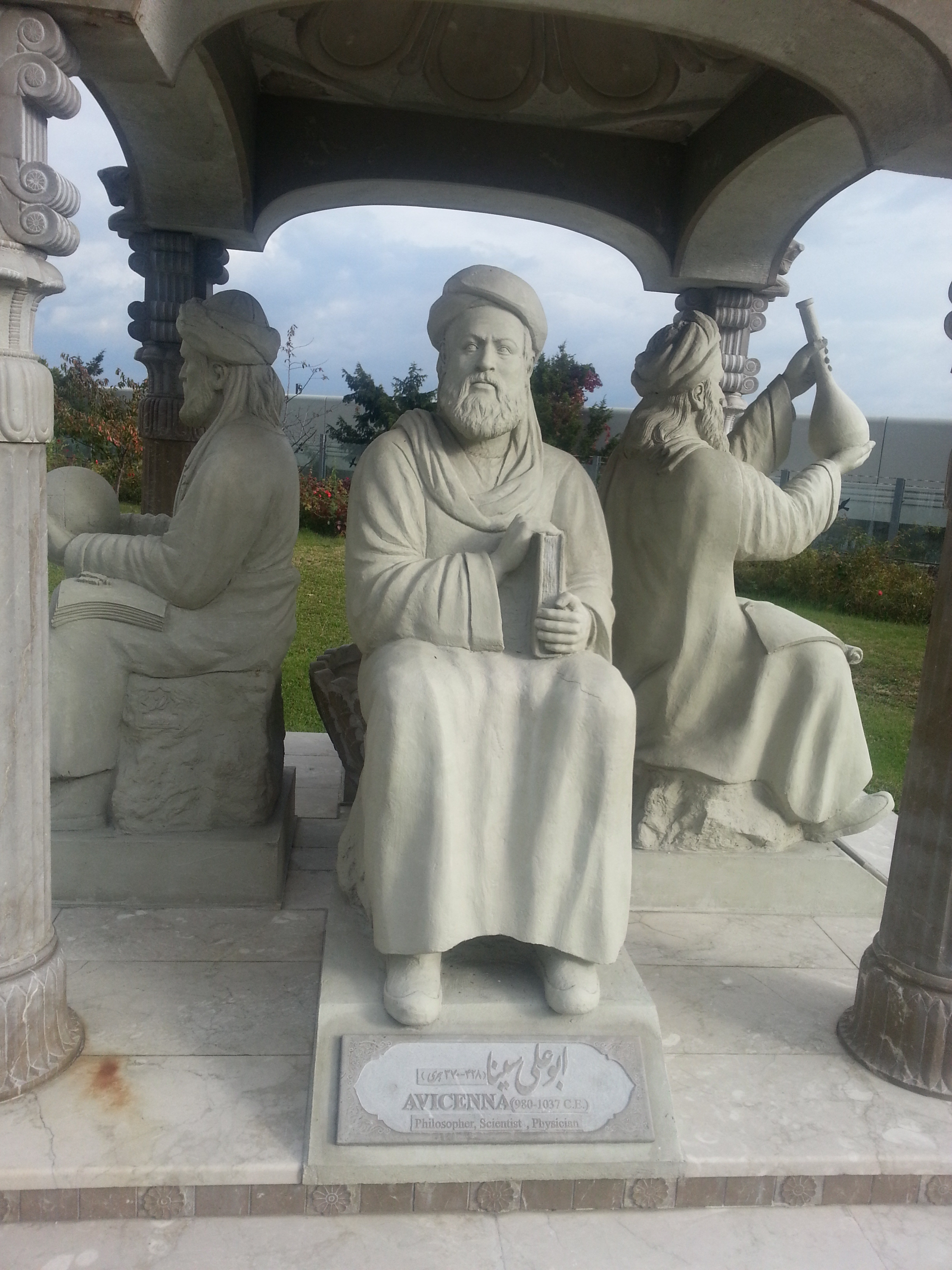
چهارتاقی دانشمندان ایران ابوعلی سینا
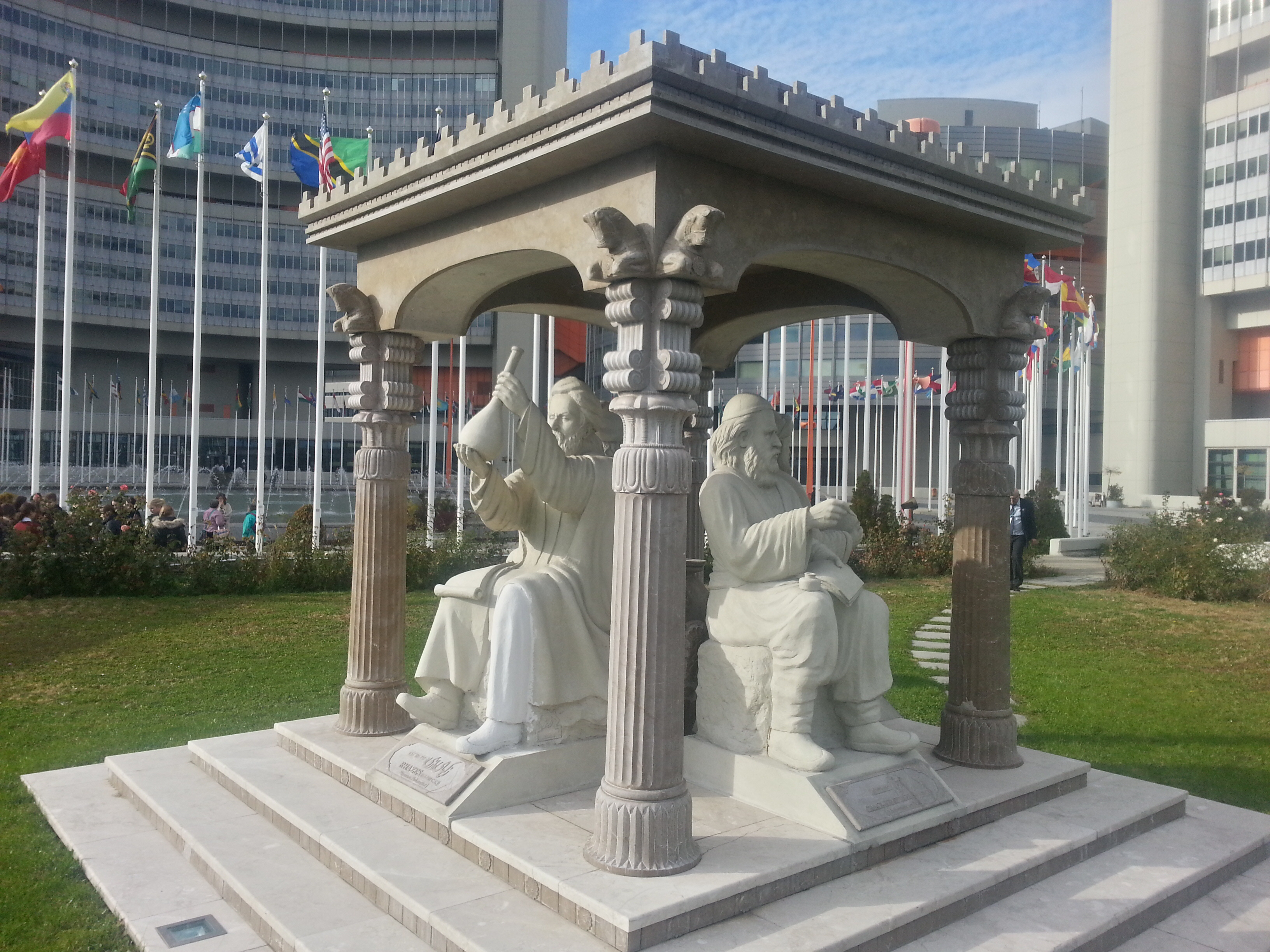
چهارتاقی دانشمندان ایرانی